# Майер, Альфред
Альфред Маршалл Майер (англ. Alfred Marshall Mayer; 13 ноября 1836, Балтимор — 13 июля 1897, Мейплвуд) — американский физик.
Член Национальной академии наук США (1872).
Преподавал в различных американских университетах, с 1871 г. профессор института Стевенса в Хобокене.
Известен своими многочисленными исследованиями в области физики, главным образом акустики.
Им придуман, между прочим, способ сравнения напряжённостей звука (1873), им первым, ранее Винко Дворжака, произведены опыты над акустическими отталкиваниями (1876); он предложил также точный способ определения числа колебаний камертона (1885); заслуживают, кроме того, особенного внимания его опыты с плавающими магнитами (1878), его исследования физических свойств каучука (1891).